# Котенко, Алексей Николаевич
Алексей Николаевич Котенко (4 (17) марта 1916, Днепропетровская область — 19 июля 1986, Ростов-на-Дону) — шофёр автоколонны Управления военно-восстановительных работ № 8 Юго-Западного фронта, красноармеец. Герой Социалистического Труда (1943).

## Биография
Родился 4 (17) марта 1916 года на территории нынешней Днепропетровской области в крестьянской семье.
В 1932 году окончил семилетку и поступил учеником счетовода на Никитовский доломитный комбинат. Без отрыва от работы он окончил курсы шофёров и стал работать водителем на том же комбинате.
В 1939−1941 годах проходил действительную службу в Красной армии. В сентябре 1941 года его вновь призвали в армию, но направили не в воинскую часть, а в спецформирование Наркомата путей сообщения, которое остро нуждалось в шофёрах.
Весь фронтовой путь прошёл в составе Юго-Западного фронта. Головной ремонтно-восстановительный поезд едва успевал восстанавливать разрушенный бомбёжками путь, а войска отступали на Сталинград, Ростов и далее на Северный Кавказ. В 1942 году часть, в которой служил шофер Котенко, вошла в состав только что созданного Управления военно-восстановительных работ № 8, обеспечивающего боевую работу частей в районе Сталинграда. Только искусство водителя сохраняло его и автомобиль от попадания вражеских бомб, и, хотя пули и осколки миновали его, он получил контузию. Первой наградой Котенко была медаль «За оборону Сталинграда».
Юго-Западный фронт освободил Донбасс и, устремился к Днепру. От Сталинграда до Днепра постоянно за рулём был и Алексей Котенко. Здесь в составе УВВР-8 он активно участвовал в восстановлении мостов через Днепр, выполнял и боевые задания. За отличия был представлен командованием к боевой награде.
Указом Президиума Верховного Совета СССР от 5 ноября 1943 года «за особые заслуги в обеспечении перевозок для фронта и народного хозяйства и выдающиеся достижения в восстановлении железнодорожного хозяйства в трудных условиях военного времени» красноармейцу Котенко Алексею Николаевичу присвоено звание Героя Социалистического Труда с вручением ордена Ленина и Золотой медали «Серп и Молот».
Только 4 января 1944 года в Кремле Алексею Котенко, как и другим Героям, занятым на строительстве моста в Днепропетровске, вручили награды родины, а в Наркомате путей сообщения — знак «Почётному железнодорожнику».
Дальше боевой путь шофёра Котенко в составе УВВР-8 лежал в Карпаты. Здесь работал на восстановлении линии Стрый — Мукачево — Чоп. Отступая, противник разрушил все восемь виадуков на 13-километровом пути между тоннелями, и из четырёх тоннелей взорвал два самых больших, 17 больших и средних мостов через горные реки. Задача восстановления осложнялась трудностями транспортировки грузов. Только к одному из разрушенных виадуков высотой от 27 до 48 метров был подъезд по единственной автогужевой дороге при ограниченном количестве транспорта.
Автотранспортной колонне Алексея Котенко довелось изрядно потрудиться. Военный Совет фронта в апреле 1945 года наградил А. Котенко орденом Красной Звезды. Он был награждён и знаком «Отличный восстановитель». День Победы встретил в столице Чехословакии городе Праге. После окончания войны с Германией со своей частью оказался на Дальнем Востоке, где принимал участие в разгроме японской Квантунской армии.
После увольнения в запас прибыл в Москву и стал курсантом Центральных технических курсов НКПС, которые окончил в конце 1946 года, получив свидетельство о присвоении квалификации техника 1-го класса. Был направлен на Северо-Кавказскую магистраль заместителем начальника автоотдела Управления дороги. Экстерном окончил Ставропольский техникум железнодорожного транспорта. Вскоре он возглавил автоотдел. В 1951 году окончил Ростовский институт инженеров железнодорожного транспорта. В 1952 году ему было досрочно присвоено персональное звание инженер-майора тяги. С сентября 1956 года он был в служебной командировке в Австрии, где работал приёмщиком тепловозов.
По возвращении домой в сентябре 1958 года был назначен начальником Батайских авторемонтных мастерских, но в начале следующего года он был освобождён от этой работы в связи с утверждением местными органами в должности начальника Ростовского автотреста. Объём работы был неимоверно велик. Теперь он подчинялся Минавтошосдору РСФСР. В том же году был избран депутатом Ростовского горсовета и председателем постоянной комиссии по транспорту и связи. В августе 1981 года вышел на пенсию.
Жил в городе Ростов-на-Дону. Скончался 19 июля 1986 года, на 71-м году жизни.
Награждён орденами Ленина, «Знак Почёта», медалями.